# Solgud

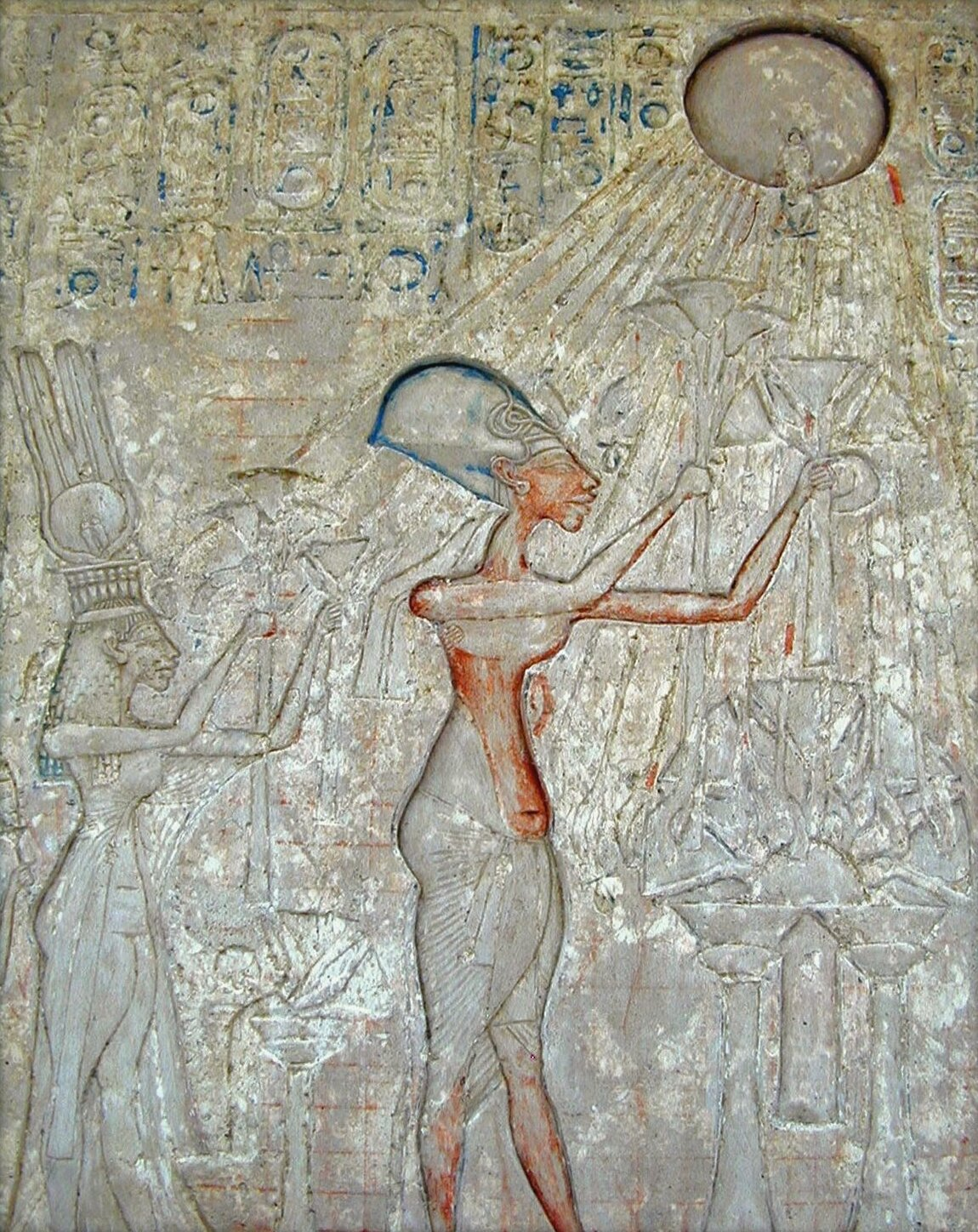
Farao Akhenaton och Nefertiti under solguden Aton.

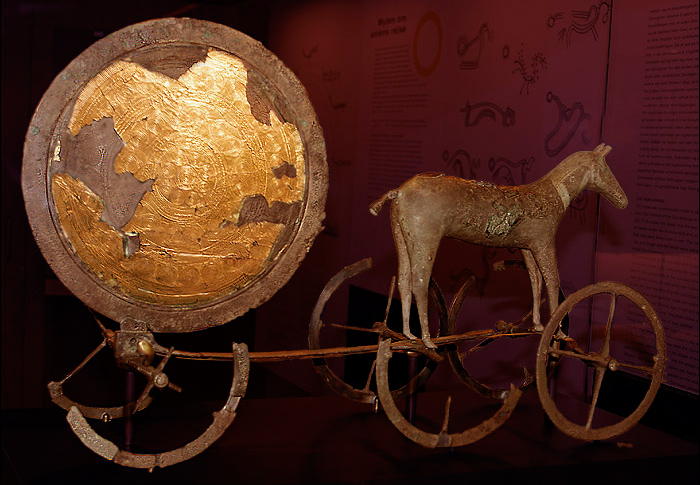
Trundholmsvagnen föreställer en gyllene solskiva dragen av en häst.

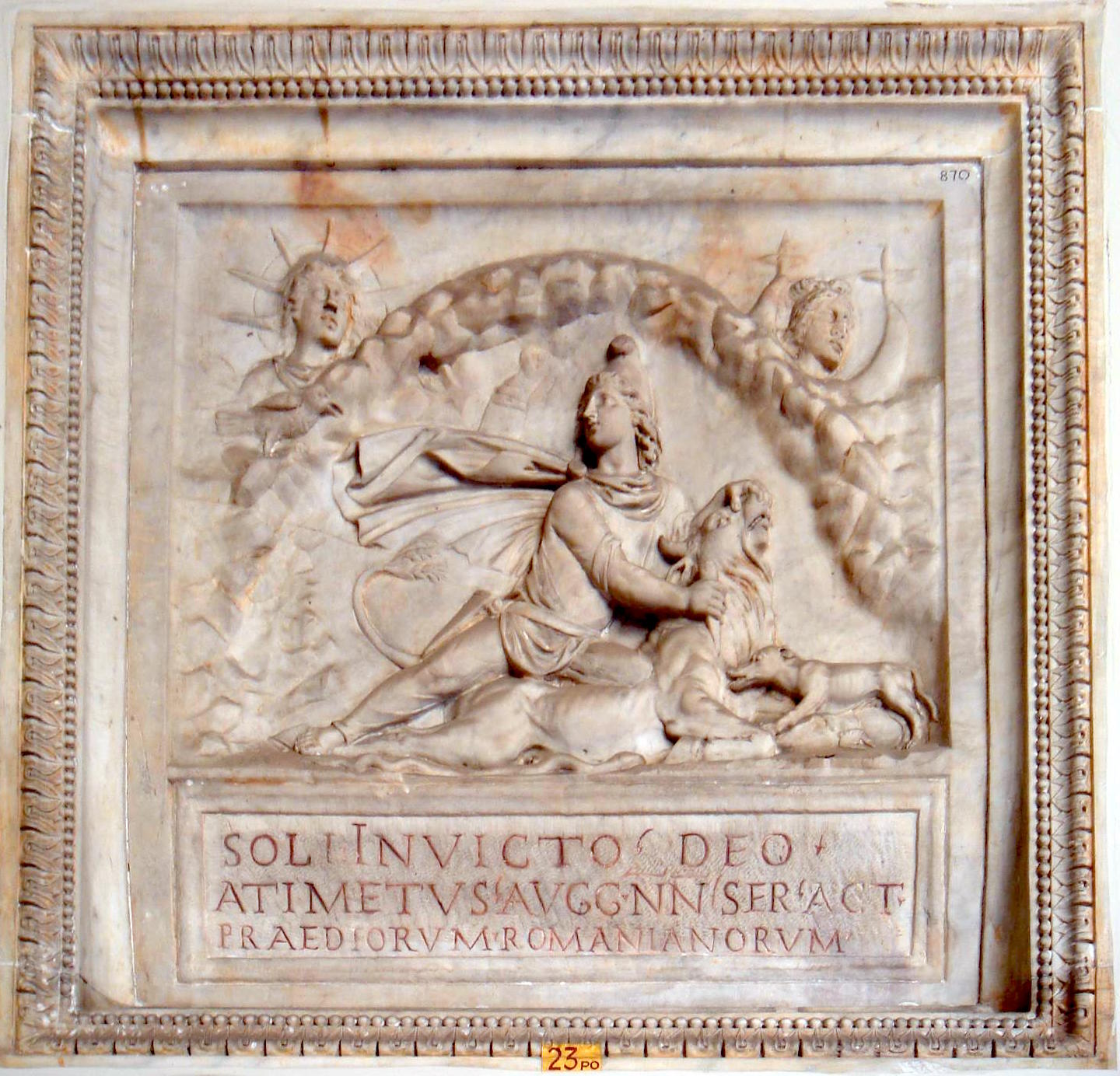
Sol Invictus till vänster, Mithras med tjuren mitt på bilden.

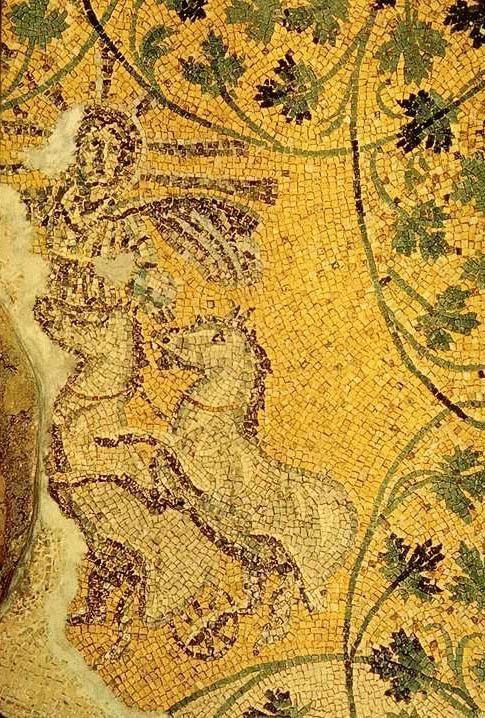
Kristus som Sol Invictus.

En solgud eller solgudinna är en gud som representerar solen eller som är identisk med den. I många kulturer har solen en central roll som källan till ljus, liv, sanning och rättfärdighet. Solen är segrare över natten och döden. Efter sin nattliga färd genom underjorden stiger den varje morgon upp ur mörkret. Den blir en symbol för segern i kampen mellan ljus och mörker, gott och ont, ordning och kaos. Solen ger energi för växterna att växa, vilket kunde uppfattas som magiskt. Guld kan symbolisera solguden och har speciell betydelse i kulten, exempelvis hos inkafolket.
Solens färd över himlen beskrivs ofta som en solbåt eller en solvagn. I många språk är solen maskulinum och månen femininum, i enstaka språk, som i de nordiska, är det tvärtom. Detta påverkar ofta mytologin.

## Solmyter och solkult
Solen har spelat stor roll i olika folkliga berättelser och myter (exempelvis den nordiska Sol, den iranska Hvar, den egyptiska Ra, den vediska Surya, den akkadiske Shamash och den grekiske Helios). Det även finns uppteckningar om böner till solen från olika kulturer och det finns ett fåtal exempel på egentlig solkult, även som monoteistisk kult.
Solkult förekom i Amerika (exempelvis hos aztekerna, samt inkafolkets kult av Inti) och finns fortfarande i Japan genom shintos kult av solgudinnan Amaterasu.
I det gamla Egypten fanns genom lång tradition solguden Ra. Farao Akhenaton genomdrev under sin tid en monoteistisk kult av solguden Aton. Den romerske kejsaren Heliogabalus, född i Syrien, försökte omkring 218 e.Kr. införa kulten av sin hemstads solgud, Elagabal, i den romerska rikskulten som Sol Invictus. Först på 270-talet lyckades detta genom kejsar Aurelianus, som fick nära samband med kulten kring Mithras. Konstantin den store hade visat intresse för solkult, och i denna miljö kom Kristusgestalten att starkt påverkas av Sol Invictus i tidig romersk kristendom.

## Olika religioner

### Mesopotamisk religion
I sumerisk mytologi är Utu (akkadiska: Shamash) solgud. Han färdas över himlen i sin vagn dragen av fyra hästar. Shamash är son till Sin (Nanna), månguden, som skapats av Enlil och hans maka Ninlil.

### Nordisk religion
I Nordisk mytologi personifieras solen av en gudinna som heter just Sol. Hon färdas varje dag på himlen i sin vagn, dragen av hästarna Arvaker och Allsvinn. Sol kallades även Sunna eller Sunne och av detta kommer ordet söndag, alltså solens dag.
Två arkeologiska fynd från bronsåldern som uppfattats vara avbildningar av solvagnar med religiös betydelse är Trundholmsvagnen och en hällristningsbild från Casimirsborg i Småland.

### Samisk religion
I den samiska religionen har solguden Beivve, eller Beaivi, Biejvve, Biejje m.fl., en central och viktigt betydelse. Den samiska religionen är en naturreligion som har många gudar och Beivve framställs ofta som en av de viktigaste då hon är den gud som gav alla varelser liv. Beivve gav jorden även ljus, värme och växtlighet.
Beivve brukar avbildas i mitten på de samiska trummorna, och hon avbildas då som en romb med fyra utåtgående streck som representerar solstrålar. I den samiska flaggan representerar den gula färgen solen. 
Norr om polcirkeln står solen lågt under vinterhalvåret, och i stora delar av området ser man inte solen alls under en viss tid. Förr i tiden offrade man därför en vit honren till Beivve för att hon skulle komma tillbaka och ge ljus åt människorna. När solen åter började stiga på himlen smetade man smör på handtagen till sin kåta eller hus för att hon skulle få kraft att stiga högre och högre på himlen. 

### Egyptisk religion
I den egyptiska mytologin är Ra (Re) solgudens mest betydelsefulla form. Ra styr solbåten under dag och natt. Solen föds i öster, liten och nyfödd, med drag av Horus, är Re-Schu i zenit, går åldrad och döende ned i väster som Re-Atum, och förenas med Osiris vid midnatt i underjorden, för att åter födas vid horisonten. Att få tillhöra solbåtens manskap är en vanlig önskan på fornegyptiska gravstenar och i Dödsboken. 
Vid slutet av Gamla riket (ca 2200 f.Kr.) förenades i Heliopolis Ra med Atum (farao beskrivs då som "R:s son"), och blev Egyptens dominerande riksgud under Mellersta och Nya rikena under namnet Amun-Ra.
"Hädarfaraonen" Akhenaton försökte att (ca 1350 f.Kr.) genomföra en "teologisk kupp" där Ra och de andra egyptiska gudarna ersattes av den enda gudomen Aton, som avbildades som solens skiva.

### Grekisk och romersk religion
I grekisk mytologi är Apollon en solgud. Han är också ljusets, skaldekonstens och musikens gud. Han ger inspiration åt skalder och har lyran som sitt speciella instrument. Apollon slår sig till slut ner i Delfi för att vara Oraklet i Delfis gud. Han månar om människans renhet, den som begått brott måste renas. En personifikation av solen är Helios.
Elagabal (syriska 'bergets gud'), var solgud i Emesa i Syrien, vars kult infördes i Rom av kejsaren Heliogabalus. Kejsaren satte Elagabalus Sol invictus i Jupiters ställe som rikets skyddspatron, men kulten fick begränsad omfattning i Rom, men förberedde för kommande solkult, där solguden benämndes som Sol Invictus - "Den obesegrade solen", som kom att influera både mithraskult och kristendom.

### Kristendom
Solen hade tidigt stor betydelse i kristendomen, där Jesus förknippats med solen. Den grekiska Helios motsvarades av den romerska Elagabalus Sol invictus, senare dyrkad som Sol Invictus, den obesegrade solen. Den romerska festen vid vintersolståndet omvandlades i det omkring år 385 kristnade Rom till den kristna julen, där Kristus övertog rollen som Rättfärdighetens sol. Många tidiga bildframställningar visar Kristus som solguden i sin vagn eller annan uppenbar solsymbolik. Under nationalromantiken hade solsymbolik en stor roll, inte minst i kyrklig konst. I det himmelska Jerusalem behövs ingen sol eller måne eftersom Gud själv lyser upp staden, enligt Uppenbarelseboken 21:23; 22:5.

I den tidiga kyrkan var det vanligt att man skulle vända sig mot öster, soluppgångens och paradisets väderstreck, varifrån man väntade sig Kristi återkomst. Kyrkor anlades ofta därför med altaret mot öster, likt hedniska tempel, och i motsats till Jerusalems tempel, och människor begravdes för att se mot öster. I Hesekiels bok 8:16 beskrivs tillbedjan av solen mot öster inne i templet, vilket fördöms.

### Japansk religion
Amaterasu (japanska 'den från himlen lysande'), "Solgudinnan", är den japanska shintoismens främsta gudom. Hon föds i en reningsceremoni och sänds för att bli härskare i den himmelska gudavärlden i skepnad av solen. För att upprätta sitt jordiska styre sänder hon sin sonson Ninigi. Från honom anses den kejsarlinje härstamma, som nu regerat Japan i 124 generationer. Amaterasu har sitt främsta tempel i Ise. Dit vallfärdar miljoner trogna årligen. Japans flagga innehåller en solsymbol.